# Sigrid Kirchmann
Pour les articles homonymes, voir Kirchmann.
Sigrid Kirchmann (née le 29 mars 1966 à Bad Ischl) est une athlète autrichienne spécialiste du saut en hauteur dont elle a été la première médaillée mondiale autrichienne, elle a aussi pratiqué l'heptathlon.

## Carrière

### Palmarès
| Date | Compétition                    | Lieu      | Résultat | Performance |
| ---- | ------------------------------ | --------- | -------- | ----------- |
| 1990 | Championnats d'Europe          | Split     | 4e       | 1,89 m      |
| 1992 | Jeux olympiques d'été          | Barcelone | 5e       | 1,94 m      |
| 1993 | Championnats du monde          | Stuttgart | 3e       | 1,97 m      |
| 1994 | Championnats d'Europe en salle | Paris     | 3e       | 1,96 m      |
| 1995 | Championnats du monde          | Barcelone | 8e       | 1,93 m      |
| 1998 | Championnats d'Europe          | Budapest  | 4e       | 1,92 m      |

### Records
| Épreuve         | Performance  | Lieu      | Date           |
| --------------- | ------------ | --------- | -------------- |
| Saut en hauteur | 1,97 m       | Stuttgart | 21 août 1993   |
| Heptathlon      | 5 944 points | Ebensee   | 6 octobre 1985 |